# Великокарабчіївська сільська рада
Великокарабчіївська сільська́ ра́да — адміністративно-територіальна одиниця та орган місцевого самоврядування в Городоцькому районі Хмельницької області. Адміністративний центр — село Великий Карабчіїв.

## Загальні відомості
Великокарабчіївська сільська рада утворена в 1923 році.
05.02.1965 Указом Президії Верховної Ради Української РСР передано Великокарабчіївську сільраду Дунаєвецького району до складу Городоцького району.
- Територія ради: 4,327 км²
- Населення ради: 1 149 осіб (станом на 2001 рік)
- Територією ради протікає річка Смотрич

## Населені пункти
Сільській раді були підпорядковані населені пункти:
- с. Великий Карабчіїв
- с. Грицьків

## Склад ради
Рада складалася з 14 депутатів та голови.
- Голова ради: Решетюк Михайло Іванович
- Секретар ради: Галюк Вікторія Вікторівна

### Керівний склад попередніх скликань
| Прізвище, ім'я, по батькові   | Основні відомості                                                               | Дата обрання | Дата звільнення |
| ----------------------------- | ------------------------------------------------------------------------------- | ------------ | --------------- |
| Воробель Віктор Олександрович | Сільський голова, 1960 року народження, член Народної партії                    | 26.03.2006   | 31.10.2010      |
| Решетюк Михайло Іванович      | Сільський голова, 1953 року народження, освіта середня спеціальна, безпартійний | 31.10.2010   |                 |

Примітка: таблиця складена за даними сайту Верховної Ради України

### Депутати
За результатами місцевих виборів 2010 року депутатами ради стали:

#### За суб'єктами висування
| Суб'єкт висування | Кількість обраних депутатів | %    |
| ----------------- | --------------------------- | ---- |
| Самовисування     | 10                          | 71,4 |
| Народна партія    | 4                           | 28,6 |

#### За округами
| № округу       | Прізвище, ім'я, по батькові        | Дата визнання обраним | Освіта             | Партійна приналежність | Відомості про обраного депутата                       |
| -------------- | ---------------------------------- | --------------------- | ------------------ | ---------------------- | ----------------------------------------------------- |
| Народна Партія |                                    |                       |                    |                        |                                                       |
| 4              | Постоловський Василь Володимирович | 01.11.2010            | середня            | член Народної партії   | тимчасово не працює                                   |
| 6              | Якубовський Валерій Вікторович     | 01.11.2010            | середня            | член Народної партії   | тимчасово не працює                                   |
| 8              | Гуменний Віктор Миколайович        | 01.11.2010            | середня            | член Народної партії   | тимчасово не працює                                   |
| 9              | Альчинська Вікторія Володимирівна  | 01.11.2010            | вища               | член Народної партії   | Великокарабчіївська сільська рада, головний бухгалтер |
| Самовисування  |                                    |                       |                    |                        |                                                       |
| 1              | Дзядз Ігор Петрович                | 01.11.2010            | середня            | позапартійний          | тимчасово не працює                                   |
| 2              | Гардиш Тетяна Ананіївна            | 01.11.2010            | середня спеціальна | позапартійна           | Великокарабчіївська сільська рада, землевпорядник     |
| 3              | Галюк Вікторія Вікторівна          | 01.11.2010            | середня спеціальна | позапартійна           | Великокарабчіївська сільська рада, секретар           |
| 5              | Яцків Юрій Миколайович             | 01.11.2010            | вища               | позапартійний          | Православна церква с. Великий Карабчіїв, священик     |
| 7              | Півень Надія Володимирівна         | 01.11.2010            | вища               | позапартійна           | Великокарабчіївська школа, директор                   |
| 10             | Панцюк Микола Михайлович           | 01.11.2010            | середня спеціальна | позапартійний          | підприємець                                           |
| 11             | Хованець Вадим Володимирович       | 01.11.2010            | середня спеціальна | позапартійний          | Хмельницька обласна психіатрична лікарня № 1, медврач |
| 12             | Гавришко Ольга Дмитрівна           | 01.11.2010            | середня спеціальна | позапартійна           | підприємець                                           |
| 13             | Білощен Микола Володимирович       | 01.11.2010            | середня            | позапартійний          | СТІОМІ -ХОЛДІНГ м. Хмельницький, комірник             |
| 14             | Мартинович Володимир Григорович    | 01.11.2010            | середня            | позапартійний          | тимчасово не працює                                   |